# Madam C. J. Walker
Pour les articles homonymes, voir Walker.
Madam C. J. Walker, née Sarah Breedlove le 23 décembre 1867 dans la paroisse de Madison en Louisiane et morte le 25 mai 1919 à Irvington dans l'État de New York, est une femme d'affaires afro-américaine. Elle est la première femme américaine à devenir millionnaire par elle-même.

## Biographie

### Jeunesse
Sarah Breedlove naît le 23 décembre 1867 à Delta, un village de la paroisse de Madison. Ses parents, Owen et Minerva Anderson, étaient d'anciens esclaves travaillant dans les champs de coton. Sarah a une sœur aînée, Louvenia, et quatre frères, Alexander, James, Solomon, et Owen Jr ; elle est le premier enfant de la famille né après la proclamation d'émancipation. Elle a 7 ans quand sa mère meurt, 10 ans quand son père décède à son tour[Information douteuse]. Orpheline, elle commence alors à travailler comme domestique à Vicksburg, Mississippi, avec sa sœur aînée et le mari de cette dernière, Jesse Powell,. 
À l'âge de 14 ans, elle épouse un ouvrier, Moses McWilliams, et donne naissance à seize ans à une fille, Lelia, qui se fait ultérieurement appeler A'Lelia. Quatre ans plus tard, son mari meurt et elle doit subvenir seule aux besoins de son foyer. Elle remonte alors le Mississippi et s'établit à Saint-Louis, Missouri.

### Carrière professionnelle
En 1888, Sarah retrouve à St. Louis trois de ses frères, Alexander, James et Solomon. Elle suit des cours du soir et trouve du travail comme blanchisseuse, gagnant à peine plus d'un dollar par jour. Elle est déterminée à gagner suffisamment d'argent pour fournir à sa fille une vraie éducation. Pendant les années 1880, elle vit dans une communauté où la musique du genre ragtime est développée ; elle chante à l'église épiscopale méthodiste africaine de St. Paul, y côtoye les membres de la bourgeoisie noire locale et commence à aspirer à une vie instruite en regardant la communauté des femmes de son église,,. 
Comme cela est courant chez les femmes noires de son époque, Sarah souffre de problèmes de pellicules sévères et d'autres affections du cuir chevelu, y compris la calvitie, en raison de troubles cutanés et de l'application de produits agressifs utilisés pour nettoyer les cheveux et laver les vêtements. Ces mauvaises conditions sont aussi dues à une mauvaise alimentation, des maladies et des bains et lavages de cheveux peu fréquents à une époque où la plupart des maisons américaines manquent de plomberie intérieure, de chauffage central et d'électricité. Sarah veut alors remédier à ce problème.
Au début, Sarah apprend les soins capillaires auprès de ses frères, barbiers à St. Louis. Au moment de l'Exposition universelle de Saint-Louis en 1904, elle devient commissionnaire en vendant des produits pour Annie Malone, une entrepreneuse afro-américaine de soins capillaires, propriétaire de la société Poro. Les ventes à l'exposition sont une déception puisque la communauté afro-américaine a été largement ignorée. Tout en travaillant pour Malone, qui deviendra plus tard sa plus grande rivale dans l'industrie des soins capillaires, Sarah développe ses nouvelles connaissances en la matière, crée et améliore sa propre gamme de produits. En juillet 1905, alors qu'elle a 37 ans, Sarah et sa fille déménagent à Denver, dans le Colorado, où elle continue à vendre des produits pour Malone et à développer sa propre entreprise de soins capillaires. Une controverse se développe entre Annie Malone et Sarah, Malone accusant Sarah d'avoir volé sa formule, un mélange de vaseline et de soufre utilisé depuis cent ans. 
Après son mariage avec Charles Walker en 1906, Sarah est connue sous le nom de Madam C. J. Walker. Elle se présente comme une coiffeuse indépendante et une revendeuse de crèmes cosmétiques. « Madam » est adopté en référence à des femmes pionnières de l'industrie française de la beauté. Son mari, qui est également son partenaire commercial, fournit des conseils sur la publicité et la promotion. Sarah vend ses produits de porte à porte, enseignant à d'autres femmes noires comment les utiliser. En 1906, Sarah confie à sa fille la responsabilité de la vente par correspondance à Denver, tandis qu'elle et son mari voyagent dans le sud et l'est des États-Unis pour développer l'entreprise. En 1908, le couple déménage à Pittsburgh, en Pennsylvanie, où il ouvre un salon de beauté et crée le Lelia College pour former des « coiffeurs ». Lelia dirige les opérations quotidiennes. En tant que défenseure de l'indépendance économique des femmes noires, Sarah ouvre des programmes de formation dans le « Walker System » pour son réseau national d'agents de vente agréés, qui gagnent une bonne commission.
En 1910, Sarah déménage ses entreprises à Indianapolis, où elle établit le siège social de la Madam C. J. Walker Manufacturing Company. Elle achète d'abord une maison et une usine au 640 North West Street, puis construit une usine, un salon de coiffure, une école d'esthétique pour former ses agents commerciaux et un laboratoire pour aider à la recherche. Elle crée une équipe composée de Freeman Ransom, Robert Lee Brokenburr, Alice Kelly et Marjorie Joyner, entre autres, pour aider à gérer l'entreprise en croissance constante. De nombreux employés de son entreprise, y compris ceux qui occupent des postes clés de gestion et de personnel, sont des femmes.
Pour augmenter la force de vente de son entreprise, Sarah forme d'autres femmes à devenir des « cultivatrices de beauté » en utilisant « Le système Walker », sa méthode de toilettage conçue pour favoriser la croissance des cheveux et conditionner le cuir chevelu grâce à l'utilisation de ses produits. Le système de Walker comprend un shampooing, une pommade conçue pour aider à la pousse des cheveux, un brossage intense et l'application de peignes en fer sur les cheveux. Cette méthode prétend rendre aux cheveux ternes et cassants une texture douce et soyeuse.
Sous l’impulsion de Lelia, un bureau et un salon de beauté sont créés en 1913 dans le quartier en pleine croissance de Harlem à New York, devenu plus tard un centre de la culture afro-américaine.

### Engagements
Sarah C. J. Walker s'implique, en parallèle de son activité commerciale, dans la défense des droits des femmes et des Afro-Américains. Elle participe notamment au financement de plusieurs associations comme la National Association for the Advancement of Colored People (NAACP) dont elle finance à hauteur de 5 000 dollars une campagne contre le lynchage. En 1918, elle est élue vice-présidente de la National Equal Rights League (en), fondée par William Monroe Trotter. Elle est une figure symbolique de l'afro-féminisme.

### Mort et fortune
Madam C. J. Walker meurt d'hypertension le 25 mai 1919, âgée de 51 ans. À cette date, elle touchait un revenu d'environ 500 000 $, ce qui fait qu'elle rejetait le terme de millionnaire pour elle-même ; cependant sa propriété à New York est évaluée à 700 000 $. Elle est donc considérée comme la première femme millionnaire du fruit de son propre travail,.

## Hommages
Madam C. J. Walker est inscrite au National Women's Hall of Fame.
L'artiste afro-américaine Faith Ringgold lui rend hommage dans son tableau-quilt The Sunflowers Quilting Bee at Arles: The French Collection Part I, #4, 1991.
Un timbre à son effigie est émis en 1998 par le United States Postal Service (USPS). Il fait partie d'une série consacrée à l'histoire des Afro-Américains.
En 2020, une série produite par Netflix lui est consacrée sous le titre Self Made : Inspired by the life of Madam C. J. Walker,.

## Famille
Les parents de Madam C. J. Walker, Owen et Minerva Breedlove, nés aux alentours de 1828, sont esclaves et travaillent sur la propriété d'un riche planteur, Robert W. Burney. Ils ont quatre autres enfants avant sa naissance.
Sa fille Lelia, née en 1885 de son premier mariage, est plus connue sous le nom de A'Lelia Walker.